# Antonio Labriola
Antonio Labriola (2. červenec 1843, Cassino – 12. únor 1904, Řím) byl italský filozof a marxistický teoretik, učitel Antonia Gramsciho. Kromě Marxe byl ovlivněn Hegelem a učením Johanna Friedricha Herbarta. Silně ovlivnil vývoj italského socialismu, přeložil mj. Komunistický manifest do italštiny. Nepodílel se ovšem příliš na politickém životě, marxismem se zabýval spíše akademicky. Známé je jeho označení marxismu jako "filozofie praxis", k čemuž se pak přihlásil i Gramsci. Byl učitelem též liberálního myslitele a politika Benedetto Croceho. Byl přítelem Friedricha Engelse, intenzivně korespondoval s Georgesem Sorelem (jeho kniha Discorrendo di socialismo e filosofia jsou vlastně dopisy Sorelovi), známá je jeho polemika o marxismu s Tomášem Garriguem Masarykem kolem roku 1889.

## Ideologie
Okolo roku 1890 se začal zajímat o marxizmus. Jeho ideologii a práci silně ovlivnily G. W. Hegel a J. F. Herbart. Dopisoval si s Engelsem. V dopise Engelsovi z 21. února 1891 psal:
Nyní žiji více než kdy jindy ve Vaši společnosti. Na univerzitě, kde jsem konečně opět nabyl sil a svobody slova, přednáším již čtyři měsíce materialistickou teorii dějin.
Antonio Labriola, Eseje o materialistickém pojetí dějin
V roce 1893 se seznámil jako delegát kongresu II. internacionály v Curychu osobně s Engelsem. Byl oceňován Georgesem Sorelem, který na téma marxizmu napsal 10 listů. Plekanov ho nazval ‘konzistentním materialistou, protože měl opačné názory jako historický materializmus.
Labriola přirovnává sociologii k přírodním vědám a poukazuje na to, že aktivita lidí je podmíněná jejich potřebami a uspokojením. Labriola byl zároveň oponentem darwinizmu jak politického, tak i sociálního. Nesouhlasil s kritickým komunizmem, nazývá ho doktrínou proletariátu. 
Za hlavní příčinu progresu považuje antagonizmus. Změny, nerovnováha a nestálost jsou to, co nás chrání před mentální stagnací a podněcují vývoj.
Lidé jsou rozděleni do sociálních tříd kvůli rozdílným ideám a zájmům, jejichž rozdílnost je zdrojem konfliktu. Podle Labrioly neexistuje kolektivní, národní duch a tuhle myšlenku označuje jako mysticizmus. Hlavní problém vzniká mezi buržoazií a pracujícím lidem. Proto vidí socializmus jako jedno z řešení problému mezi existujícími společenskými třídami (původ, vývin a finální výsledek těchto problémů hledal také Karl Marx ve svém díle Komunistický manifest). Socializmus Labriola vidí jako návod a cestu k pochopení a řešení mezilidských problémů. Podle Labrioly je vždy potřebně brát v úvahu všechny okolnosti a možnosti. Proto socializmus nemohl být dokonalou ideologií.

## Dílo
- Una risposta alla prolusione di Zeller, 1862
- Origine e natura delle passioni secondo l’Etica di Spinoza, 1866
- La dottrina di Socrate secondo Senofonte, Platone ed Aristotele, 1871
- Della libertà morale, 1873
- Morale e religione, 1873

- Dell'insegnamento della storia. Studio pedagogico, 1876
- L'ordinamento della scuola popolare in diversi paesi, 1881
- I problemi della filosofia della storia, 1887
- Della scuola popolare. Conferenza tenuta nell'aula magna della Universita, 1888
- Al comitato per la commemorazione di G. Bruno in Pisa. Lettera, 1888
- Del socialismo. Conferenza, 1889
- Proletariato e radicali. Lettera ad Ettore Socci a proposito del Congresso democratico, 1890
- Saggi intorno alla concezione materialistica della storia
- In memoria del manifesto dei comunisti, 1895
- Del materialismo storico. Dilucidazione preliminare, 1896
- Discorrendo di socialismo e di filosofia. Lettere a G. Sorel, 1898
- Da un secolo all'altro. Considerazioni retrospettive e presagi, 1925
- L'università e la libertà della scienza, 1897
- A proposito della crisi del marxismo, 1899
- Scritti varii editi e inediti di filosofia e politica, raccolti e pubblicati da Benedetto Croce, 1906
- Scritti e appunti su Zeller e su Spinoza, 1959
- La dottrina di Socrate secondo Senofonte, Platone ed Aristotele, 1961
- Ricerche sul problema della libertà e altri scritti di filosofia e di pedagogia, 1962
- Del materialismo storico e altri scritti, 2000

### České překlady
- LABRIOLA, Antonio, 1961. Eseje o materialistickém pojetí dějin. Příprava vydání : [úvod] a bibliografické poznámky napsal Lubomír Sochor; překlad : z italských originálů ... přeložili A.A. Hoch a J. Pelnář. 1. vyd. Praha: SNPL. 324, [3] s.